# Israel nos Jogos Olímpicos de Verão de 2024
Israel participou dos Jogos Olímpicos de Verão de 2024, realizados em Paris, na França. Foi a 18.ª aparição do país nos Jogos Olímpicos de Verão desde a estreia em Helsinque 1952, sendo representado por 89 atletas que competiram em 16 esportes.
Conquistou sete medalhas, sendo uma de ouro com Tom Reuveny na classe IQFoil masculina da vela, cinco de prata, com destaque para a ginástica (Artem Dolgopyat e conjunto da ginástica rítmica) e o judô (Inbar Lanir e Raz Hershko), e uma de bronze com Peter Paltchik na categoria até 100 kg masculino do judô.

## Medalhas
| Atleta                                                                | Esporte             | Evento                 | Medalha |
| --------------------------------------------------------------------- | ------------------- | ---------------------- | ------- |
| Tom Reuveny                                                           | Vela                | iQFoil masculino       | Ouro    |
| Inbar Lanir                                                           | Judô                | Até 78 kg feminino     | Prata   |
| Raz Hershko                                                           | Judô                | Mais de 78 kg feminino | Prata   |
| Sharon Kantor                                                         | Vela                | iQFoil feminino        | Prata   |
| Artem Dolgopyat                                                       | Ginástica artística | Solo masculino         | Prata   |
| Ofir Shaham Diana Svertsov Adar Friedmann Romi Paritzki Shani Bakanov | Ginástica rítmica   | Grupos                 | Prata   |
| Peter Paltchik                                                        | Judô                | Até 100 kg masculino   | Bronze  |

## Competidores
Esta foi a participação por modalidade nesta edição:
| Esporte           | Masculino | Feminino | Total |
| ----------------- | --------- | -------- | ----- |
| Atletismo         | 4         | 2        | 6     |
| Badminton         | 1         | 0        | 1     |
| Ciclismo          | 3         | 1        | 4     |
| Esgrima           | 1         | 0        | 1     |
| Futebol           | 19        | 0        | 19    |
| Ginástica         | 1         | 7        | 8     |
| Hipismo           | 2         | 2        | 4     |
| Judô              | 5         | 7        | 12    |
| Natação           | 12        | 6        | 18    |
| Natação artística | 0         | 2        | 2     |
| Surfe             | 0         | 1        | 1     |
| Taekwondo         | 0         | 1        | 1     |
| Tiro              | 1         | 0        | 1     |
| Tiro com arco     | 1         | 1        | 2     |
| Triatlo           | 1         | 0        | 1     |
| Vela              | 4         | 4        | 8     |
| Total             | 55        | 34       | 89    |